# Gastropteron rubrum
Gastropteron rubrum är en snäckart som först beskrevs av Rafinesque 1814.  Gastropteron rubrum ingår i släktet Gastropteron och familjen Gastropteridae. Inga underarter finns listade i Catalogue of Life.